# Trattato di Parigi (1856)
Il trattato di Parigi fu un accordo di pace firmato il 30 marzo 1856 nella capitale francese dalle nazioni che parteciparono alla guerra di Crimea. Tale conflitto aveva visto una vittoria militare di Francia, Regno Unito, Impero ottomano e Regno di Sardegna ai danni della Russia e un momentaneo successo politico, conseguito senza il ricorso alle armi, dell'Impero austriaco.
Il trattato di Parigi fu il testo conclusivo delle decisioni prese dal Congresso di Parigi e dispose l'autonomia dei principati danubiani, la smilitarizzazione del Mar Nero (e delle isole russe delle Åland), la cessione russa della Bessarabia meridionale alla Moldavia, la salvaguardia dei sudditi cristiani dell'Impero ottomano, nonché la regolamentazione della navigazione sul Danubio.

## Il Congresso di Parigi
Il Congresso di Parigi si svolse fra il 25 febbraio e il 16 aprile 1856. Riprese i punti di contrattazione della Conferenza di Vienna tenutasi, durante la guerra di Crimea, fra le potenze belligeranti e l'Austria nel tentativo di trovare una base per i negoziati di pace. La situazione politica, per le alterne vicende militari, trovò uno sbocco solo dopo l’ultimatum dell'Austria (28 dicembre 1855) alla Russia, che fu costretta a chiedere l'armistizio.
Il Congresso ebbe come esito fra le grandi potenze l'indebolimento della Russia e il rafforzamento della Francia, che divenne la prima potenza d'Europa.

## Il trattato di Parigi
Il trattato si componeva di un prologo, 34 articoli e tre protocolli annessi. Fu seguito da una Dichiarazione sul diritto marittimo, firmata dagli stessi plenipotenziari del trattato, il 16 aprile 1856. Eccone i testi per gli argomenti più significativi.

### Il testo del Prologo e dei primi articoli
Trattato di pace e di amicizia tra la Sardegna, l'Austria, la Francia, la Gran Bretagna, la Russia e la Turchia con la partecipazione della Prussia.

[I sovrani delle nazioni belligeranti della Guerra di Crimea ] animati dal desiderio di porre un termine alle calamità della guerra […] hanno deciso di intendersi con S.M. l'Imperatore d'Austria sulle basi da darsi al ristabilimento e al consolidamento della pace, assicurando […] l'indipendenza e l'integrità dell'Impero ottomano […].
[I primi sei articoli riguardano le modalità del ristabilimento della pace, l'evacuazione dei territori occupati, la restituzione dei prigionieri.]

### L'Impero ottomano

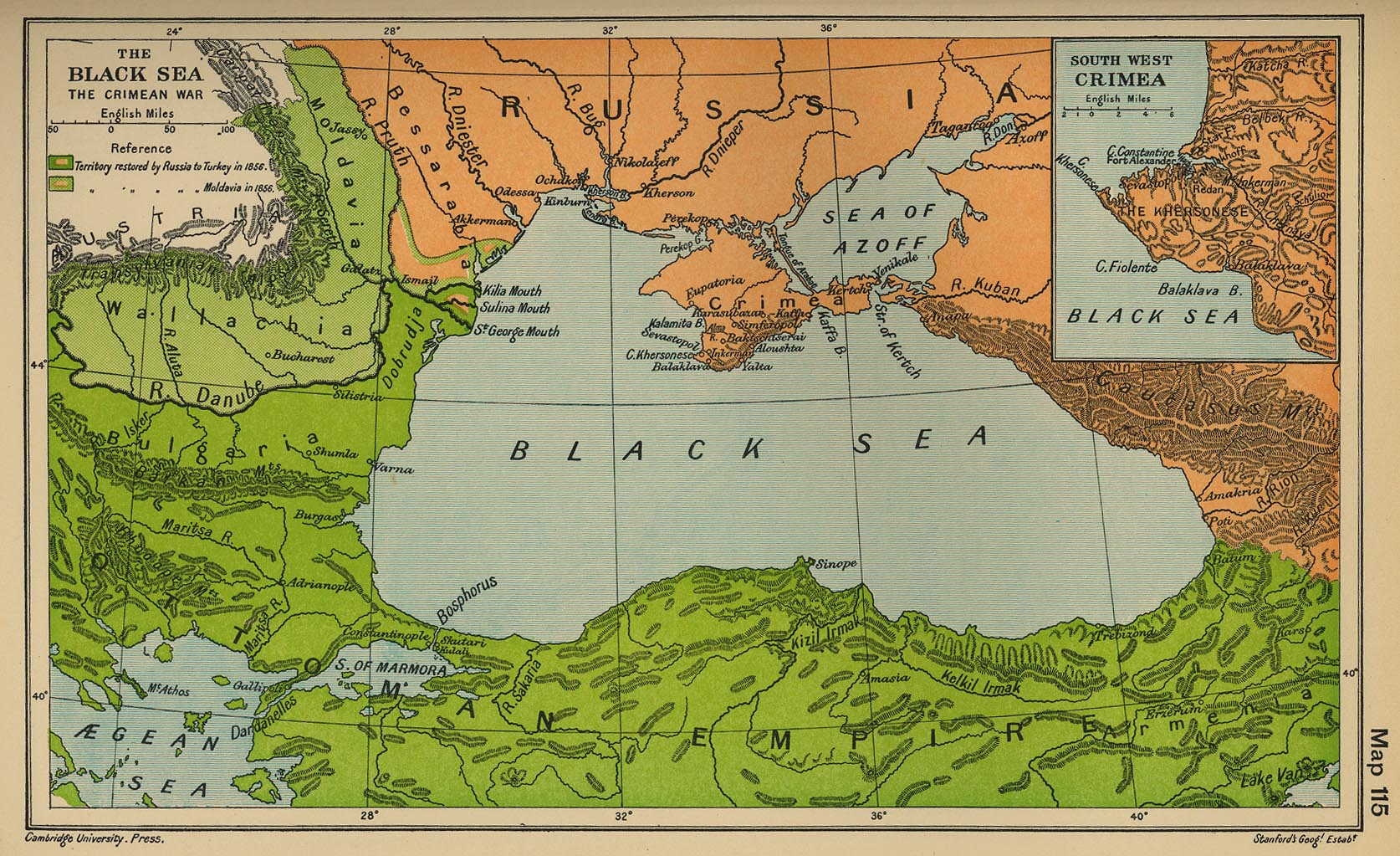
L’area geografica interessata da quasi tutti gli articoli del trattato di Parigi. Si notino i Principati ottomani di Moldavia e Valacchia (Wallachia) ad Ovest del Mar Nero (Black Sea) e la striscia di terra della Bessarabia meridionale ceduta dalla Russia.

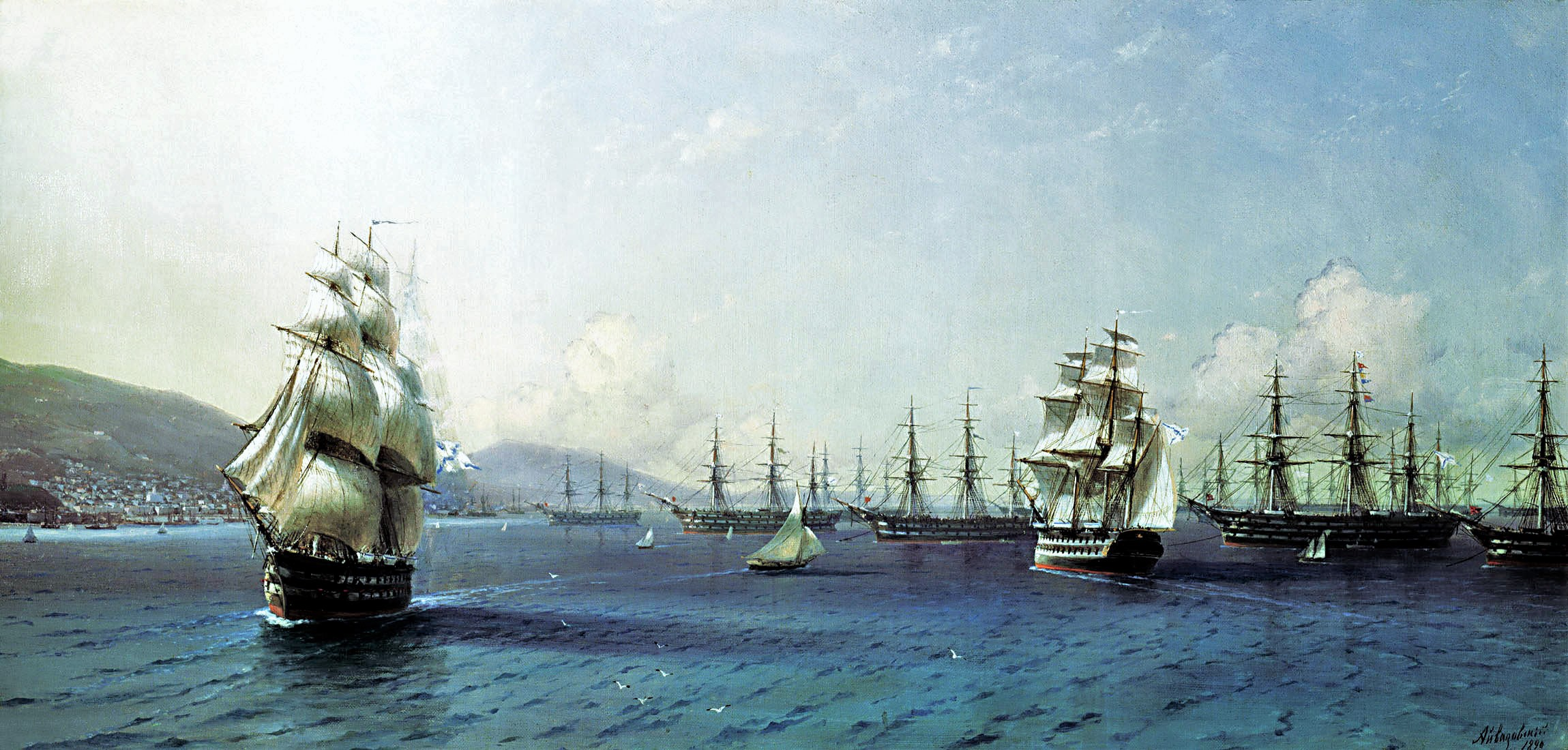
La flotta del Mar Nero alla quale la Russia dovette rinunciare ai sensi dell'Art. 11 del trattato di Parigi.

- Art. 7. [I sovrani delle nazioni belligeranti della guerra di Crimea ], l'Imperatore d'Austria e il Re di Prussia dichiarano la Sublime porta ammessa a partecipare ai vantaggi del diritto pubblico e del concerto europeo. Le LL.MM.[5] si impegnano, ciascuna da parte Sua, a rispettare l'indipendenza e l'integrità territoriale dell'Impero ottomano […].
- Art. 8. Se sopravvenisse, tra la Sublime Porta e l'una o più delle Potenze firmatarie, un dissenso […] la Sublime Porta e ciascuna di queste potenze, prima di ricorrere all'impiego della forza, metteranno le altre Potenze contraenti in misura di prevenire tali estremi […].
- Art. 9. Sua Maestà Imperiale il Sultano […] per il benessere dei suoi sudditi, avendo accordato un firmano che, migliorando la loro sorte senza distinzione di religione né di razza, consacra le Sue generose intenzioni verso le popolazioni cristiane del Suo Impero, e volendo dare una nuova testimonianza dei suoi sentimenti a tal riguardo,  ha deciso di comunicare alle Potenze contraenti il detto firmano […]. Le Potenze contraenti constatano l'alto valore di questa comunicazione. Resta inteso che essa non potrebbe, in nessun caso, dare alle dette Potenze il diritto di ingerirsi […] nei rapporti di Sua Maestà il Sultano coi suoi sudditi, né nell'amministrazione interna del Suo Impero.

### Gli Stretti e il Mar Nero
- Art. 10. La Convenzione del 13 luglio 1841, che mantiene l'antica regola dell'Impero ottomano relativa alla chiusura degli Stretti del Bosforo e dei Dardanelli, è stata riveduta di comune accordo. […]
- Art. 11. Il Mar Nero è neutralizzato: aperto alla marina mercantile di tutte le nazioni, le sue acque e i suoi porti sono, formalmente e in perpetuo, vietati alle navi da guerra, sia delle Potenze rivierasche, sia di ogni altra Potenza, salvo le eccezioni menzionate negli articoli 14 e 19 del presente trattato.
- Art. 12. Libero da ogni restrizione, il commercio nei porti e nelle acque del Mar Nero non sarà assoggettato che a regole di sanità, di dogana, di polizia, concepite con spirito favorevole allo sviluppo degli accordi commerciali. […]
- Art. 13. Essendo il Mar Nero neutralizzato, ai termini dell'articolo 11, diviene senza necessità e senza scopo il mantenimento o lo stabilimento di arsenali militari-marittimi sul suo litorale. Di conseguenza, Sua Maestà l’Imperatore di tutte le Russie e Sua Maestà imperiale il Sultano, si impegnano a non elevare né a conservare su quel litorale alcun arsenale militare marittimo.
- Art. 14. [Definizione della convenzione riguardante il naviglio leggero annessa al trattato.]

### Il Danubio
- Art. 15. L'atto del Congresso di Vienna avendo stabilito i princìpi destinati a regolare la navigazione dei fiumi che separano o attraversano più Stati, le Potenze contraenti stipulano tra loro che in futuro questi princìpi saranno ugualmente applicati al Danubio e alle sue foci. […] La navigazione del Danubio non potrà essere assoggettata ad alcun ostacolo o gravame che non sia espressamente previsto negli articoli seguenti.
- Art. 16. Al fine di realizzare le disposizioni dell'articolo precedente una Commissione, in cui […] [le Potenze contraenti] saranno tutte rappresentate da un delegato, sarà incaricata di designare a far eseguire i lavori necessari […] per liberare le foci del Danubio […] dalle sabbie e dagli altri ostacoli che le ostruiscono, allo scopo di porre quella parte di fiume nelle migliori condizioni possibili di navigabilità. […]
- Art. 17. Una commissione sarà formata e si comporrà dei delegati dell'Austria, della Baviera, della Sublime porta, e del Würtemberg (uno per ognuna di queste Potenze) ai quali si uniranno i commissari dei tre Principati danubiani,[6] la cui nomina sarà approvata dalla Porta. [Seguono i compiti della commissione rivierasca: elaborazione dei regolamenti di navigazione, rimozione degli ostacoli alla navigazione per tutto il corso del fiume, ecc.]
- Art. 18. [Tempi delle commissioni: due anni della Commissione delle Potenze, indefinito della Commissione rivierasca che allo scioglimento della commissione delle Potenze prenderà il suo posto e i suoi poteri.]
- Art. 19. […] Ciascuna delle Potenze contraenti avrà il diritto di far stazionare in ogni tempo, due navi leggere alle foci del Danubio.

### La Russia

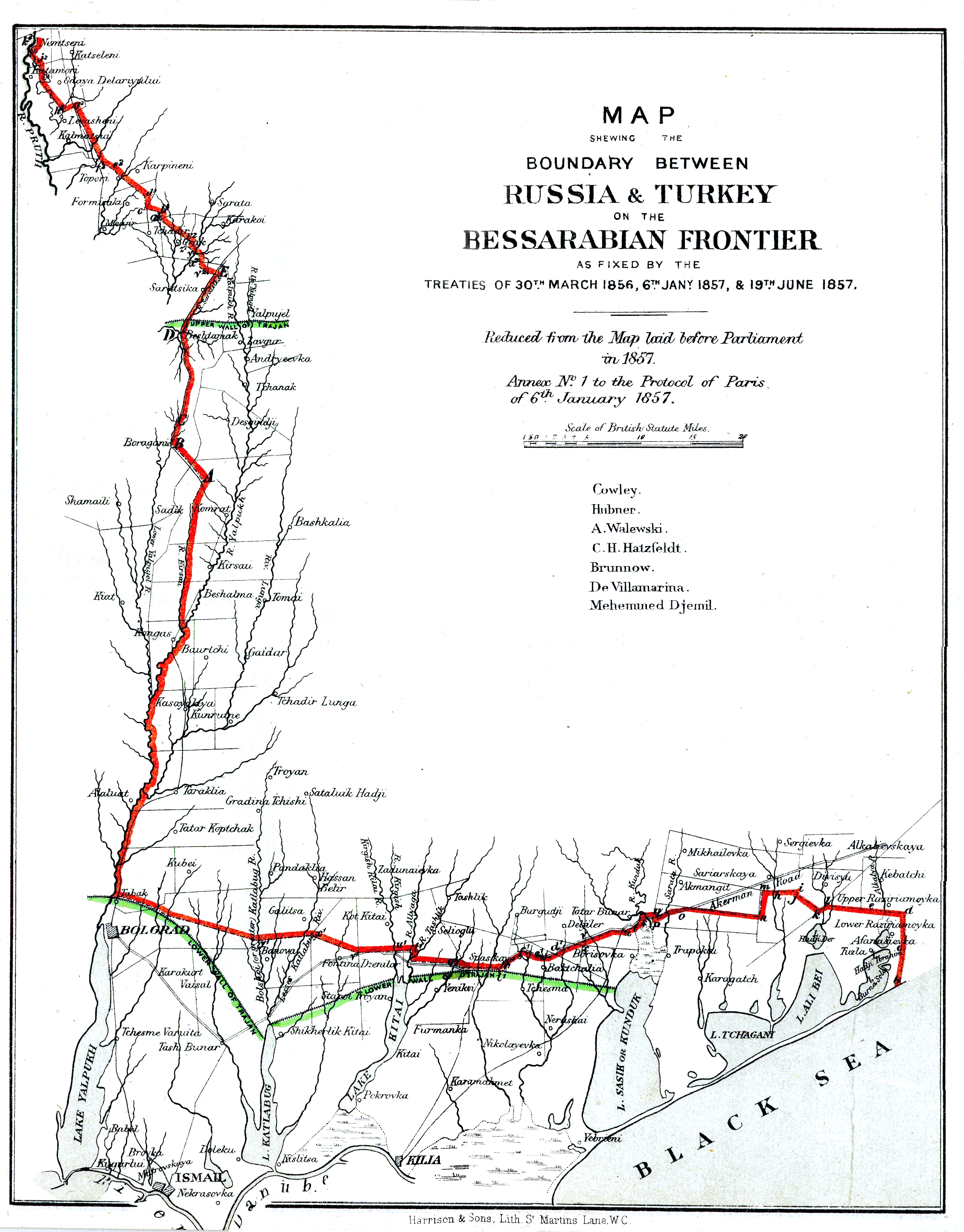
Una carta in inglese con le rettifiche al confine russo così come stabilito dall’art. 20 del trattato di Parigi e dai successivi accordi del 1857

- Art. 20. In cambio delle città, porti e territori enumerati all'articolo 4 del presente trattato,[7] e per meglio assicurare la libertà di navigazione del Danubio, Sua Maestà l’Imperatore di tutte le Russie acconsente alla rettificazione della propria frontiera in Bessarabia. La nuova frontiera partirà dal Mar Nero, ad un chilometro ad est del Lago Burna-Sola,[8] raggiungerà perpendicolarmente la strada di Akerman, seguirà tale strada fino al Vallo di Traiano, passerà a nord di Bolgrad, risalirà lungo il fiume di Yalpuck,[9] fino all'altezza di Saratsika, e andrà a sboccare a Katamori sul Prut. A monte di questo punto l'antica frontiera, fra i due Imperi,[10] non subirà nessuna modificazione. Delegati delle Potenze contraenti stabiliranno nei dettagli il tracciato della nuova frontiera.
- Art. 21. Il territorio ceduto dalla Russia sarà annesso al Principato di Moldavia, sotto l'alta sovranità della Sublime porta. Gli abitanti di questo territorio godranno dei diritti e dei privilegi assicurati ai Principati e, entro il periodo di tre anni, sarà loro permesso di trasportare altrove il proprio domicilio, disponendo liberamente delle loro proprietà.

### I Principati danubiani
- Art. 22. I Principati di Moldavia e Valacchia continueranno a fruire, sotto l'alta sovranità della Porta e sotto la garanzia delle Potenze contraenti, dei privilegi e delle immunità di cui sono in possesso. Nessuna protezione esclusiva sarà esercitata su di esse da una delle Potenze garanti. Non vi sarà alcun diritto particolare d'ingerenza nei loro affari interni.
- Art. 23. La Sublime porta si impegna a conservare ai detti Principati un'amministrazione indipendente e nazionale, nonché la piena libertà di culto, di legislazione, di commercio e di navigazione. […]
- Art. 24. [Promessa del Sultano di convocazione di consigli per costituire le rappresentanze sociali al fine di decidere l'organizzazione definitiva dei due Principati]

[…]

### La Serbia
- Art. 28. Il Principato di Serbia continuerà a dipendere dalla Sublime porta, in conformità con gli Hatt imperiali[11] che fissano e determinano i suoi diritti e immunità, posti sotto la garanzia collettiva delle Potenze contraenti. Di conseguenza il detto Principato conserverà la sua amministrazione indipendente e nazionale, nonché la piena libertà di culto, di legislazione, di commercio e di navigazione.
- Art. 29. Il diritto di guarnigione della Sublime Porta, come si trova stipulato nei regolamenti anteriori, è mantenuto. Nessun intervento armato potrà avvenire in Serbia senza un accordo preventivo fra le Alte Parti Contraenti.

### Articoli conclusivi
- Art. 30. Sua Maestà l’Imperatore di tutte le Russie e Sua Maestà il Sultano mantengono nella sua integrità lo stato dei loro possedimenti in Asia, quale era legalmente prima della rottura. […]
- Art. 31. [Evacuazione dei territori occupati durante la guerra]
- Art. 32. [Mantenimento delle regole commerciali di prima della guerra]
- Art. 33. La convenzione conclusa, oggi, fra le Loro Maestà l'Imperatore dei francesi, la Regina del Regno Unito […] da una parte e Sua Maestà l'Imperatore di tutte le Russie, dall'altra, relativamente alle isole Åland, è e rimane annessa al presente trattato e avrà la stessa forza e il medesimo valore che se fosse parte integrante di esso.
- Art. 34. Il presente trattato sarà ratificato e le ratifiche saranno scambiate a Parigi entro quattro settimane o ancora prima, se possibile. In fede di che i plenipotenziari l'hanno firmato e vi hanno apposti i sigilli delle armi loro. Fatto a Parigi, il trentesimo giorno del mese di marzo dell'anno milleottocentocinquantasei.

[Seguono le firme dei plenipotenziari capi-legazione:]
Cavour, Buol-Schauenstein, A. Walewski, Clarendon, Manteuffel, Orloff, Alì

## Protocolli annessi

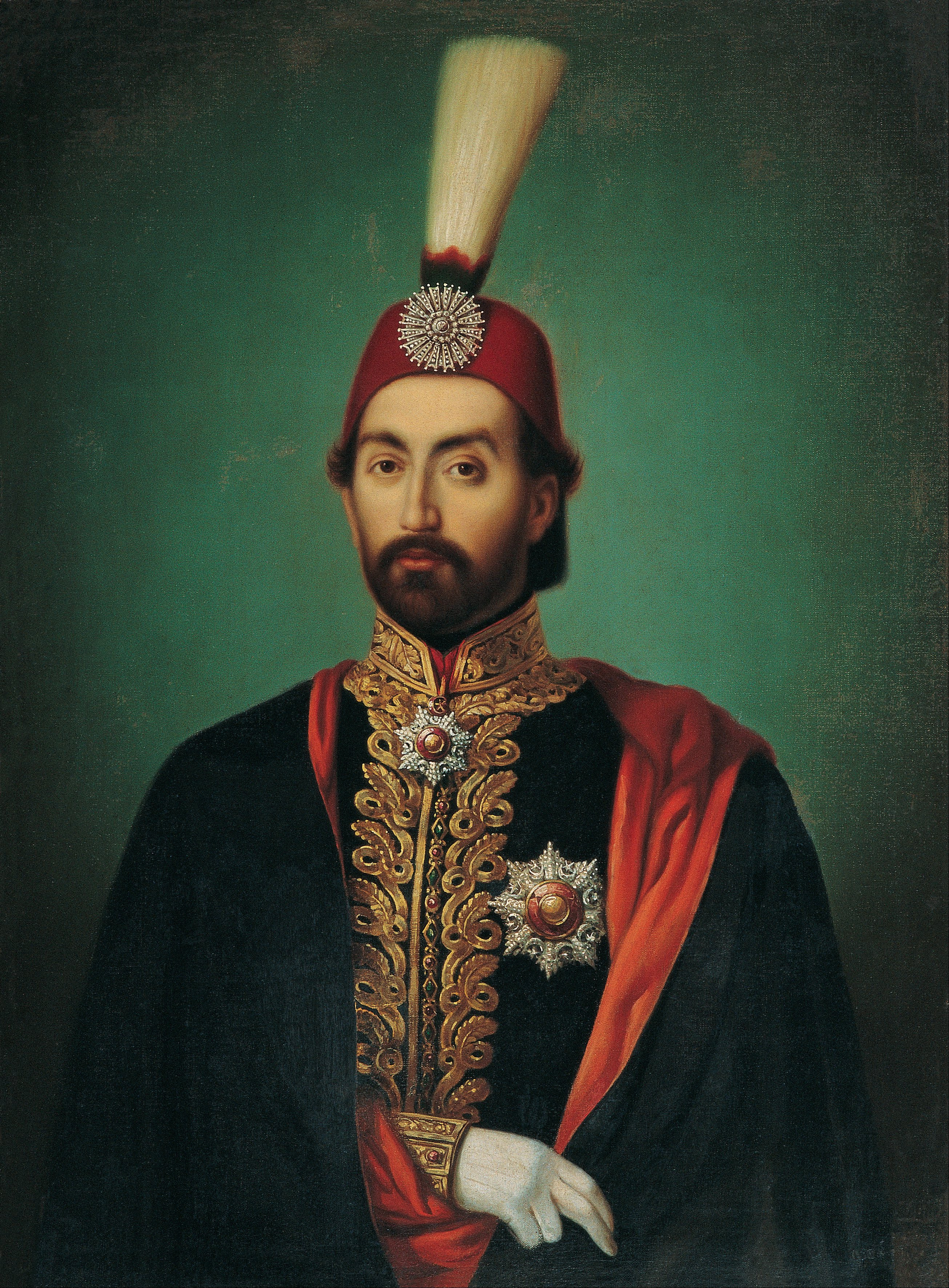
Il Sultano Abdul Mejid I, che si impegnò a far rispettare le clausole del trattato di Parigi riguardanti l'Impero ottomano

### Annesso I (Blocco degli Stretti)
- Art. 1. Sua Maestà il Sultano, da una parte, dichiara che ha la ferma intenzione di mantenere in avvenire il principio […] in virtù del quale è stato in ogni tempo vietato alle navi da guerra delle Potenze straniere di entrare negli Stretti del Bosforo e dei Dardanelli e che, finché la Porta si trova in pace, Sua Maestà non ammetterà alcuna nave da guerra straniera nei detti porti. E [gli altri contraenti] d'altra parte, si impegnano a rispettare questa decisione del Sultano e a conformarsi al principio qui sopra enunciato.
- Art. 2. [Eccezioni per navi leggere adibite al servizio delle Legazioni delle Potenze amiche]
- Art. 3. [Eccezioni per le navi leggere autorizzate a stazionare alle foci del Danubio]

[Seguono le firme dei plenipotenziari capi-legazione]

### Annesso II (Blocco degli Stretti)
[Stipulato fra le potenze rivierasche Russia e Turchia: analogo al precedente]

### Annesso III (Smilitarizzazione delle Åland)
- Art. 1. Sua Maestà l’Imperatore di tutte le Russie, per rispondere al desiderio che gli è stato espresso dalle Loro Maestà l'Imperatore dei Francesi e la Regina del Regno Unito […], dichiara che le isole Åland non saranno fortificate e che non vi sarà mantenuto né creato alcuno stabilimento militare o navale.

[…]

[Seguono le firme dei plenipotenziari francesi, britannici e russi]

## Dichiarazione sul Diritto marittimo

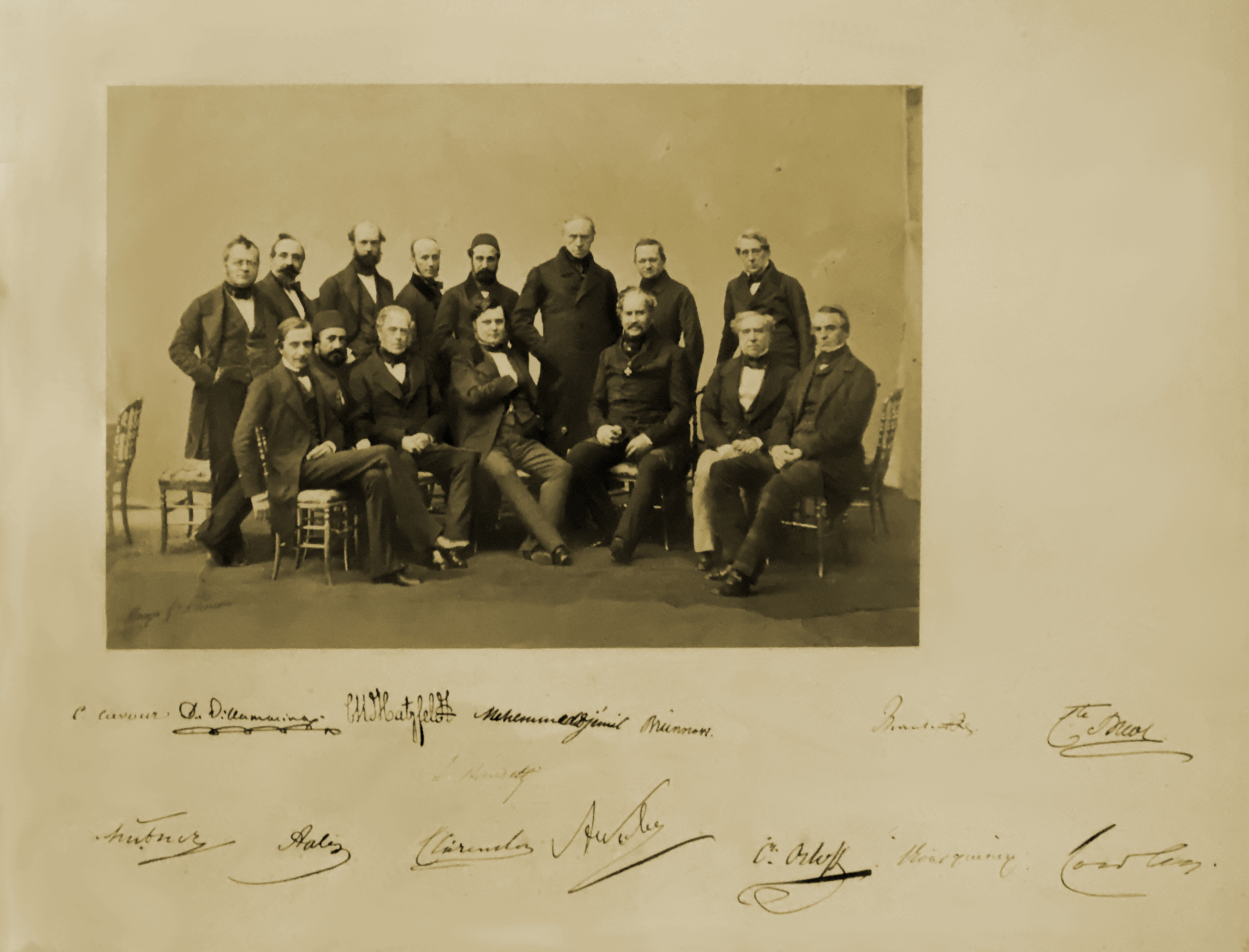
I plenipotenziari del trattato di Parigi e le loro firme poste in corrispondenza della loro posizione nella fotografia. I primi due in piedi sono i rappresentanti del Regno di Sardegna, Cavour e Villamarina. Il terzo seduto è Lord Clarendon (Gran Bretagna), seguito da Walewski (Francia).

I plenipotenziari che hanno firmato il trattato di Parigi del 30 marzo 1856, riuniti in conferenza, considerando:
- Che il diritto marittimo, in tempo di guerra, è stato per lungo tempo oggetto di contestazioni incresciose;
- Che l'incertezza dei diritti e dei doveri in tale materia, dà luogo, tra i neutrali e i belligeranti, a divergenze d'opinione che possono far nascere serie difficoltà ed anche conflitti;

[…]

hanno redatto la seguente dichiarazione solenne:
1) La Guerra di corsa è e permane abolita;

2) La bandiera neutrale copre la merce nemica, ad eccezione del contrabbando di guerra;

3) La merce neutrale, ad eccezione del contrabbando di guerra, non è sequestrabile sotto bandiera nemica;

4) Il blocco per essere obbligatorio deve essere effettivo, cioè mantenuto da una forza sufficiente a vietare realmente l'accesso al litorale nemico.
I governi dei plenipotenziari sottoscritti si impegnano a recare questa dichiarazione a conoscenza degli Stati che non sono stati chiamati a partecipare al Congresso di Parigi e ad invitarli ad accedervi.

[…]

Fatto a Parigi, il 16 aprile 1856.

[Seguono le firme di tutti i plenipotenziari]